# 山本海人
山本 海人（やまもと かいと、1985年7月10日 - ）は、静岡県清水市（現：静岡市）出身の元サッカー選手。ポジションはGK。元日本代表。

## 来歴

### 清水エスパルス
清水エスパルスのアカデミー出身。2004年に清水のトップチームに昇格し、入団後の4年間はリーグ戦出場は1試合のみであったが、2008年7月20日に行われたJ1第18節新潟戦（東北電力ビッグスワンスタジアム）において、正GKの西部洋平が負傷したことに伴い先発出場し、完封勝利に貢献した。この後は正GKとしてシーズン終了まで起用され、苦戦が続いた2008年シーズン前半戦とはうってかわり、後半戦のみで勝点首位となったクラブの躍進に貢献した。ただし、オフには左ひざ半月板の内視鏡手術を受けた。
2009年序盤は、前述の手術の影響もあり再び西部にレギュラーを奪われていたが、5月23日のJ1第12節大分戦（アウトソーシングスタジアム日本平）からは再びゴールマウスを守ってチームの快進撃を支えた。しかし、10月18日の第29節大分戦（九州石油ドーム）に1-2で逆転負けして以降、チームは5連敗と失速し優勝争いから脱落。最終順位は7位にとどまった。さらに、J1第31節柏レイソル戦（日立柏サッカー場）では、相手が降格目前でしかもホームでわずか1勝だったにも関わらず0-5と大敗。また、山本自身もその試合で、味方DFへのパスを相手FWにカットされてゴールを許すなど軽率なプレーが目立ち、その試合以降西部にレギュラーを奪われた。
一方で、天皇杯では準決勝から試合に出場。12月29日に静岡スタジアムで行われた名古屋との準決勝では再三好セーブを見せ、1-1でPK戦まで持ち込んだが、名古屋先攻のPK戦で3-4と名古屋がリードの場面で名古屋の5人目杉本恵太のシュートがクロスバーを直撃、そのボールが不運にも山本の背中に当たってゴールとなり、3-5で敗れて決勝には進めなかった。
2010年から引退した掛川誠より背番号1を引き継いだが、開幕前に膝を故障をしたため開幕スタメンは前年に続いて西部に奪われ、その後も腰痛など度重なる故障に悩まされてリーグ戦出場は0に終わった。一方、天皇杯では準々決勝から出場。前年に引き続いて好プレーを披露し、準決勝では3連覇を目指したG大阪を3-0で破ってチームとして5年ぶりに決勝まで進んだが、決勝では鹿島に1-2で敗れて10年ぶりの優勝は成らなかった。
西部が湘南に移籍し、2011年は自身初の開幕スタメンを勝ち取った。その後もレギュラーとして起用されていたがJ1第11節の神戸戦（日本平）で1-5と大敗し、さらにこの試合では辻尾真二からのバックパスを相手に渡してしまい失点するというミスを犯したため、J1第12節大宮戦（さいたま市大宮公園サッカー場）から碓井健平にレギュラーを奪われたが、碓井も8月に3試合連続で4失点を喫したためJ1第22節の大宮戦（日本平）から再び正GKに復帰した。

### ヴィッセル神戸
2013年、ヴィッセル神戸に完全移籍で加入した。神戸では徳重健太の負傷により開幕から出番を得て好調を維持していたが、夏場に古傷の右手首痛が悪化して離脱。以降は復帰した徳重にレギュラーを譲った。怪我の癒えた2014年シーズンは開幕からレギュラーを掴んでいる。しかし、2016年になると韓国代表の金承奎の加入により控えに降格し、6年ぶりにリーグ戦の出場機会なしに終わった。

### ジェフ千葉
2017年よりジェフユナイテッド千葉へ完全移籍により加入すると発表された。しかし守護神佐藤優也の壁は高く、この年の出場は3試合に留まった。

### 横浜FC
2018年に出場機会を求めて横浜FCに期限付き移籍。しかしここでも守護神南雄太や、同じく同年加入の辻周吾がポジションを争ったため、出番は7試合に留まった。

### ロアッソ熊本
2019年よりロアッソ熊本へ完全移籍により加入すると発表された。2019年は自身初となるリーグ戦全試合フル出場を達成した。
2020シーズンは開幕前に負傷し、自身の離脱中に活躍した内山圭がポジションを奪取したため公式戦出場は無かった。同シーズンをもって契約満了で退団した。

### 福島ユナイテッドFC
2021年、福島ユナイテッドFCに移籍。福島では開幕からスタメンの座を奪取した。2024年12月7日、福島ユナイテッドFCから契約満了が発表された。

### 引退
福島との契約満了発表時には現役続行に意欲を示していたものの、2025年1月10日に現役引退を発表。

### 日本代表
2007年に行われた北京五輪アジア最終予選においては3試合連続完封を含め合計4試合で先発起用されるも、本大会でのスタメンは西川周作に奪われる形となった。
2009年10月1日、清水での活躍が日本代表の岡田武史監督の目に止まり、同僚の岡崎慎司、岩下敬輔とともに初のA代表入りを果たした（ただし出場機会はなし）。

## 所属クラブ
- 清水FC（清水市立入江小学校）[1]
- 1998年 - 2000年 清水エスパルスジュニアユース（静岡市立清水第八中学校）[1]
- 2001年 - 2003年 清水エスパルスユース（静岡学園高校）[1]
- 2004年 - 2012年  清水エスパルス
- 2013年 - 2016年  ヴィッセル神戸
- 2017年 - 2018年  ジェフユナイテッド千葉
  - 2018年  横浜FC（期限付き移籍）
- 2019年 - 2020年  ロアッソ熊本
- 2021年 - 2024年  福島ユナイテッドFC

## 個人成績
| 国内大会個人成績 | 国内大会個人成績 | 国内大会個人成績 | 国内大会個人成績 | 国内大会個人成績 | 国内大会個人成績 | 国内大会個人成績 | 国内大会個人成績 | 国内大会個人成績 | 国内大会個人成績 | 国内大会個人成績 | 国内大会個人成績 |
| 年度             | クラブ           | 背番号           | リーグ           | リーグ戦         | リーグ戦         | リーグ杯         | リーグ杯         | オープン杯       | オープン杯       | 期間通算         | 期間通算         |
| 年度             | クラブ           | 背番号           | リーグ           | 出場             | 得点             | 出場             | 得点             | 出場             | 得点             | 出場             | 得点             |
| 日本             | 日本             | 日本             | 日本             | リーグ戦         | リーグ戦         | リーグ杯         | リーグ杯         | 天皇杯           | 天皇杯           | 期間通算         | 期間通算         |
| ---------------- | ---------------- | ---------------- | ---------------- | ---------------- | ---------------- | ---------------- | ---------------- | ---------------- | ---------------- | ---------------- | ---------------- |
| 2004             | 清水             | 30               | J1               | 0                | 0                | 0                | 0                | 0                | 0                | 0                | 0                |
| 2005             | 清水             | 31               | J1               | 0                | 0                | 0                | 0                | 0                | 0                | 0                | 0                |
| 2006             | 清水             | 29               | J1               | 0                | 0                | 2                | 0                | 0                | 0                | 2                | 0                |
| 2007             | 清水             | 29               | J1               | 1                | 0                | 2                | 0                | 1                | 0                | 4                | 0                |
| 2008             | 清水             | 29               | J1               | 13               | 0                | 3                | 0                | 1                | 0                | 17               | 0                |
| 2009             | 清水             | 29               | J1               | 20               | 0                | 8                | 0                | 1                | 0                | 29               | 0                |
| 2010             | 清水             | 1                | J1               | 0                | 0                | 0                | 0                | 3                | 0                | 3                | 0                |
| 2011             | 清水             | 1                | J1               | 20               | 0                | 2                | 0                | 3                | 0                | 25               | 0                |
| 2012             | 清水             | 1                | J1               | 8                | 0                | 9                | 0                | 3                | 0                | 20               | 0                |
| 2013             | 神戸             | 22               | J2               | 18               | 0                | -                | -                | 0                | 0                | 18               | 0                |
| 2014             | 神戸             | 22               | J1               | 27               | 0                | 8                | 0                | 0                | 0                | 35               | 0                |
| 2015             | 神戸             | 22               | J1               | 29               | 0                | 8                | 0                | 1                | 0                | 38               | 0                |
| 2016             | 神戸             | 22               | J1               | 0                | 0                | 0                | 0                | 0                | 0                | 0                | 0                |
| 2017             | 千葉             | 29               | J2               | 2                | 0                | -                | -                | 0                | 0                | 2                | 0                |
| 2018             | 横浜FC           | 21               | J2               | 7                | 0                | -                | -                | 0                | 0                | 7                | 0                |
| 2019             | 熊本             | 22               | J3               | 34               | 0                | -                | -                | 1                | 0                | 35               | 0                |
| 2020             | 熊本             | 22               | J3               | 0                | 0                | -                | -                | -                | -                | 0                | 0                |
| 2021             | 福島             | 22               | J3               | 26               | 0                | -                | -                | -                | -                | 26               | 0                |
| 2022             | 福島             | 22               | J3               | 30               | 0                | -                | -                | 2                | 0                | 32               | 0                |
| 2023             | 福島             | 22               | J3               | 37               | 0                | -                | -                | 2                | 0                | 39               | 0                |
| 2024             | 福島             | 22               | J3               | 2                | 0                | 0                | 0                | 2                | 0                | 4                | 0                |
| 通算             | 日本             | 日本             | J1               | 118              | 0                | 42               | 0                | 13               | 0                | 173              | 0                |
| 通算             | 日本             | 日本             | J2               | 27               | 0                | -                | -                | 0                | 0                | 27               | 0                |
| 通算             | 日本             | 日本             | J3               | 129              | 0                | 0                | 0                | 7                | 0                | 136              | 0                |
| 総通算           | 総通算           | 総通算           | 総通算           | 274              | 0                | 42               | 0                | 20               | 0                | 336              | 0                |

出場歴
- Jリーグ初出場 - 2007年10月6日 J1第28節 対名古屋グランパス（静岡市清水日本平運動公園球技場）

## 代表歴
- U-18、U-19、U-20日本代表
  - 2005 FIFAワールドユース選手権 (ベスト16)
- U-21、U-22、U-23日本代表
  - 2007年 北京オリンピックアジア最終予選
  - 2008年 北京オリンピック・サッカー (グループリーグ敗退)
- 日本代表
  - 　2014 FIFAワールドカップ・アジア3次予選

## 指導歴
- 2025年 - 浦和レッズ ユース GKコーチ